# عیسی سنگ
عیسی سنگ سیاست‌مدار ایرانی بود، که در  دوره بیستم   به‌عنوان نماینده ساری در مجلس شورای ملی حضور داشت.